# Juha Malinen
Juha Malinen (Oulu, 16 luglio 1958) è un allenatore di calcio finlandese.

## Palmarès

### Club

#### Competizioni nazionali
- Ykkönen: 1

AC Oulu: 2009
- Liigacup: 1

KuPS: 2006